# Bình Trị, Thăng Bình
Bình Trị là một xã thuộc huyện Thăng Bình, tỉnh Quảng Nam, Việt Nam.
Xã Bình Trị có diện tích 19,86 km², dân số năm 2019 là 5.356 người, mật độ dân số đạt 270 người/km².